# لويفي
لويفي هي دار أزياء إسبانية فاخرة متخصصة في المنتجات الجلدية، الملابس والعطور. تأسست الدار في 1846 وهي مملوكة من قبل شركة أل في أم أش - مويت هنسي لوي فيتون. 24 مارس 2025 - أعلنت دار "لويفي" LOEWE عن تعيين "جاك ماكولو" و"لازارو هيرنانديز" كمديرين إبداعيين للدار. سيتولى المصممان الجديدان المسؤولية الإبداعية الكاملة عن جميع مجموعات LOEWE، بما في ذلك ملابس النساء والرجال، المنتجات الجلدية، والإكسسوارات. وسيبدأ سريان تعيينهما اعتبارًا من 7 أبريل 2025.